# Haute Corde
Haute Corde är en bergstopp i Schweiz. Den ligger i distriktet Aigle och kantonen Vaud, i den sydvästra delen av landet, 80 km söder om huvudstaden Bern. Toppen på Haute Corde är 2 325 meter över havet.